# Dihirpa
Dihirpa is een geslacht van vlinders van de familie nachtpauwogen (Saturniidae), uit de onderfamilie Hemileucinae.

## Soorten
- D. lamasi Lemaire, 1982
- D. litura (Walker, 1855)